# مونیکا آنگل
مونیکا آنگل (به انگلیسی: Monica Anghel) (زاده ۱ ژوئن ۱۹۷۱) خوانندهٔ رومانیایی است.
او در مسابقه آواز یوروویژن ۱۹۹۶ نماینده رومانی بود.او همچنین در مسابقه آواز یوروویژن ۲۰۰۲ به همراه مارسل پاول نماینده رومانی بود.